# Mészáros Tamás (orvos)
Mészáros Tamás (Budapest, 1939. március 30. – Szeged, 2020. február 5.) magyar orvos, ortopedológus, egyetemi tanár, a Szegedi Tudományegyetem Általános Orvostudomány Karának korábbi dékánja, az Ortopédiai Klinika emeritus professzora. Az orvostudományok kandidátusa (1983), az orvostudományok doktora (1996). A Szegedi Orvosképzés Fejlesztéséért Alapítvány alapító-elnöke. Az ETT X. sz. Mozgásszervi, Osztoporózis, Rehabilitációs és Sporttudományi Bizottságának tagja.

## Életpályája
Orvostanhallgatóként, 1960-tól a Budapesti Orvostudományi Egyetem I. sz. Anatómiai Intézetében dolgozott demonstrátorként. 1963-ban szerezte meg orvosi diplomáját. 1974-ben ortopédiai szakvizsgát tett. 1985–2004 között a Csongrád megyei, majd a regionális ÁNTSZ ortopéd szakfőorvosa volt. 1989-ben kinevezték a Szegedi Orvostudományi Egyetem Ortopédiai Klinikájának tanszékvezető egyetemi tanárává. 1990-ben megszervezte az Egészségügyi Főiskola gyógytornász szakát, melynek tíz évig (2001-ig) volt vezetője. 
1991-ben megszervezte és kialakította az egyetem Központi Fizioterápiás és Oktatási Csoportját. 1993-tól a Magyar Tudományos Akadémia II. sz. Szakbizottságának tagja volt. 1994–1997 között a Magyar Tudományos Akadémia közgyűlési képviselője volt. 1995–1996 között a Tanári Testület elnöke volt. 1996–2001 között az Egyetemi Klinikák Szövetségének elnöke volt. 1997–2000 között SZOTE Általános Orvostudományi Karának dékánja volt. 1998–1999 között a Magyar Ortopéd Társaság elnöke volt. 2001-től a Semmelweis Egyetem Habilitációs Bizottságának tagja volt. 2001–2003 között a Kari Stratégiai Bizottság elnöke volt. 2001–2006 között az egyetem képviselője volt a MOK oktatási bizottságában. 2003–2008 között a Sport- és Rekreációs Bizottság elnöke volt. 2004–2009 között a Szegedi Tudományegyetem ortopéd-traumatológiai szakképzési grémiumának vezetője volt. 2007-től az egyetem integrációs elnöki megbízottja volt.
Az 1970-es években figyelme az ízületi kopások kezelésére terelődött. Az 1980-as években a csípőizületi protézisek beültetésének vezető sebésze és tervezője volt. Több csipőprotézis-család, valamint térd-, váll- és tumorprotézis kifejlesztésének résztvevője volt.

## Művei
- Csontszerkezeti változások coxarthrosisban

## Díjai
- Dollinger Gyula-emlékérem (1995)[2]
- Szent-Györgyi Albert Emlékérem
- Pro Facultate Medicinae emlékplakett
- Batthyány-Strattmann László-díj
- Semmelweis-díj
- A Magyar Érdemrend tisztikeresztje